# Джуаншер
Джуаншер I (груз. ჯუანშერ; д/н — 591) — 2-й ерісмтавар (верховний князь) Іберії в 590—591 роках.

## Життєпис
Про батьків відомостей обмаль. Доводився якимось родичем ерісмтавару Гуараму I, після смерті якого захопив трон. Це стало можливим завдяки чималому авторитету Джуаншера у війську, оскільки він очолював низку успішних походів. Продовжив політику попередника, спрямований на союз з Візантією та протистояння Сасанідській Персії. Джуаншер карбував власні срібні драхми, які копіювали відповідні монети Гуарама I.
591 року вимушений був погодитися з умовами Ктесифонтської мирної угоди між Візантією і Персією, за якою вимушений був залишити персам свою столицю Тбілісі з областю. Резиденцію переніс до Мцхети. Ймовірно ці невдалі умови спричинили повстання і дозволили Стефанозу, сину Гуарама I повалити Джуаншера, захопивши владу.